# Море Дюрвіля

Море Дюрвіля біля берегів Антарктиди

Море Дюрвіля (англ. d'Urville Sea) — окраїнне море Південного океану, між 136° і 148° східної довготи. Омиває берега Землі Аделі (Східна Антарктида). Південна частина моря знаходиться в межах материкової мілини з глибинами менше ніж 500 м, північна — з глибинами до 3610 м. Велику частину року вкрите дрейфуючими крижинами. Багато айсбергів. Солоність 33,7—33,8 ‰ проміле. Відкрито в 1914 році австралійською антарктичною експедицією 1911—1914 років під керівництвом Д. Моусона. Названо на честь Жуля Дюмона-Дюрвіля.

## Клімат
Прилегла до узбережжя Антарктиди акваторія моря лежить в антарктичному кліматичному поясі, відкриті північні частини моря — в субантарктичному. Над південною акваторією моря цілий рік переважає полярна повітряна маса. Сильні катабатичні вітри. Льодовий покрив цілорічний. Низькі температури повітря цілий рік. Атмосферних опадів випадає недостатньо. Літо холодне, зима порівняно м'яка. Над північною відкритою частиною моря взимку дмуть вітри з континенту, що висушують і заморожують усе навкруги; влітку морські прохолодні західні вітри розганяють морську кригу, погіршують погоду.

## Біологія
Акваторія моря належить до морського екорегіону Східна Антарктика — Земля Вілкса південноокеанічної зоогеографічної провінції. Зоогеографічно донна фауна континентального шельфу й острівних мілин до глибини 200 м належить до антарктичної циркумполярної області антарктичної зони.